# Mariensäule (Rottenbuch)

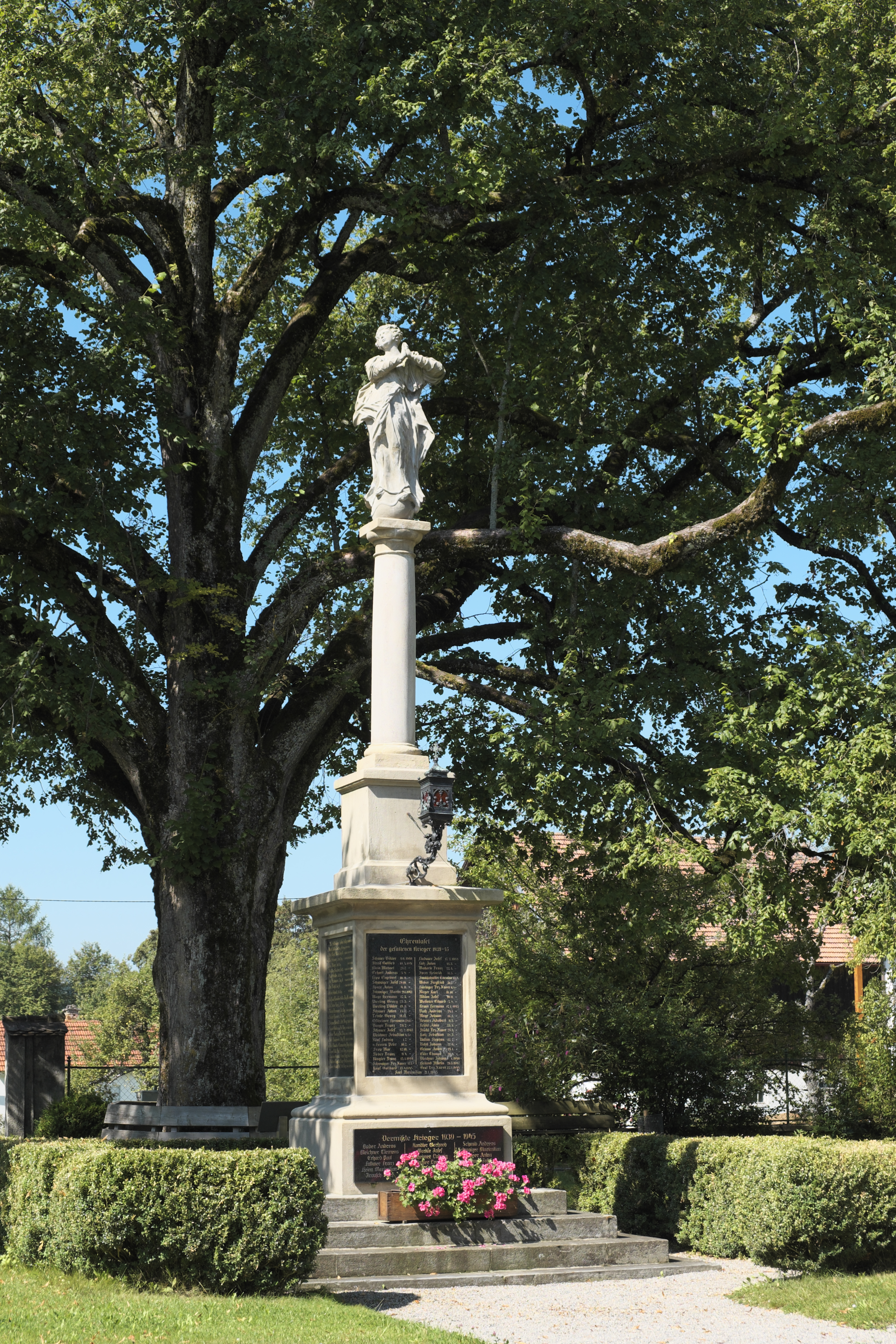
Mariensäule in Rottenbuch

Die Mariensäule in Rottenbuch, einer Gemeinde im oberbayerischen Landkreis Weilheim-Schongau wurde im 17. Jahrhundert errichtet. Die Mariensäule im Hof des 1803 säkularisierten Klosters Rottenbuch ist ein geschütztes Baudenkmal.
Die Mariensäule aus Sandstein war ursprünglich Teil einer Brunnenanlage, die 1873 nach dem Deutsch-Französischen Krieg zum Kriegerdenkmal umgewandelt wurde.